# Mistrovství světa juniorů v orientačním běhu 1994
5. Mistrovství světa juniorů v orientačním běhu proběhlo na severu Polska ve dnech 12. až 16. července 1994. Centrum závodů JMS bylo poblíž města Gdyně v Pomořském vojvodství na břehu Baltského moře.

## Závod na krátké trati (Middle)

### Výsledky závodu na krátké trati (Middle)
| Muži                                                                                   | Muži                                                                                   | Muži                                                                                   | Muži                                                                                   | Muži                                                                                   | Ženy                                                                                  | Ženy                                                                                  | Ženy                                                                                  | Ženy                                                                                  | Ženy                                                                                  |
| -------------------------------------------------------------------------------------- | -------------------------------------------------------------------------------------- | -------------------------------------------------------------------------------------- | -------------------------------------------------------------------------------------- | -------------------------------------------------------------------------------------- | ------------------------------------------------------------------------------------- | ------------------------------------------------------------------------------------- | ------------------------------------------------------------------------------------- | ------------------------------------------------------------------------------------- | ------------------------------------------------------------------------------------- |
| - Traťové parametry: 5,2 km, 12 kontrol, 55 m převýšení. - Mapa: Dabrze 1:10 000 E= 5m | - Traťové parametry: 5,2 km, 12 kontrol, 55 m převýšení. - Mapa: Dabrze 1:10 000 E= 5m | - Traťové parametry: 5,2 km, 12 kontrol, 55 m převýšení. - Mapa: Dabrze 1:10 000 E= 5m | - Traťové parametry: 5,2 km, 12 kontrol, 55 m převýšení. - Mapa: Dabrze 1:10 000 E= 5m | - Traťové parametry: 5,2 km, 12 kontrol, 55 m převýšení. - Mapa: Dabrze 1:10 000 E= 5m | - Traťové parametry: 3,9 km, 9 kontrol, 50 m převýšení. - Mapa: Dabrze 1:10 000 E= 5m | - Traťové parametry: 3,9 km, 9 kontrol, 50 m převýšení. - Mapa: Dabrze 1:10 000 E= 5m | - Traťové parametry: 3,9 km, 9 kontrol, 50 m převýšení. - Mapa: Dabrze 1:10 000 E= 5m | - Traťové parametry: 3,9 km, 9 kontrol, 50 m převýšení. - Mapa: Dabrze 1:10 000 E= 5m | - Traťové parametry: 3,9 km, 9 kontrol, 50 m převýšení. - Mapa: Dabrze 1:10 000 E= 5m |
| Umístění                                                                               | Země                                                                                   | Jméno                                                                                  | Čas                                                                                    | Ztráta                                                                                 | Umístění                                                                              | Země                                                                                  | Jméno                                                                                 | Čas                                                                                   | Ztráta                                                                                |
|                                                                                        | Švédsko                                                                                | Jon Engkvist                                                                           | 0:28:50                                                                                |                                                                                        |                                                                                       | Norsko                                                                                | Synne Leaová                                                                          | 0:25:31                                                                               |                                                                                       |
|                                                                                        | Norsko                                                                                 | Holger Hott Johansen                                                                   | 0:29:43                                                                                | + 0:00:53                                                                              |                                                                                       | Švédsko                                                                               | Pia Olssonová                                                                         | 0:26:15                                                                               | + 0:00:44                                                                             |
|                                                                                        | Finsko                                                                                 | Tommi Tölkkö                                                                           | 0:29:56                                                                                | + 0:01:06                                                                              |                                                                                       | Finsko                                                                                | Terhi Hyttinenová                                                                     | 0:26:49                                                                               | + 0:01:18                                                                             |
| 4                                                                                      | Finsko                                                                                 | Simo Martomaa                                                                          | 0:30:16                                                                                | + 0:01:26                                                                              | 4                                                                                     | Švédsko                                                                               | Annika Björková                                                                       | 0:27:02                                                                               | + 0:01:31                                                                             |
| 5                                                                                      | Česko                                                                                  | Tomaš Zakouřil                                                                         | 0:30:45                                                                                | + 0:01:55                                                                              | 5                                                                                     | Švédsko                                                                               | Kristina Kullová                                                                      | 0:28:47                                                                               | + 0:03:16                                                                             |
| 6                                                                                      | Rusko                                                                                  | Valentin Novikov                                                                       | 0:31:33                                                                                | + 0:02:43                                                                              | 6                                                                                     | Finsko                                                                                | Tiina Jukkolaová                                                                      | 0:29:26                                                                               | + 0:03:55                                                                             |

## Závod na klasické trati (Long)

### Výsledky závodu na klasické trati (Long)
| Muži                                                                                    | Muži                                                                                    | Muži                                                                                    | Muži                                                                                    | Muži                                                                                    | Ženy                                                                                   | Ženy                                                                                   | Ženy                                                                                   | Ženy                                                                                   | Ženy                                                                                   |
| --------------------------------------------------------------------------------------- | --------------------------------------------------------------------------------------- | --------------------------------------------------------------------------------------- | --------------------------------------------------------------------------------------- | --------------------------------------------------------------------------------------- | -------------------------------------------------------------------------------------- | -------------------------------------------------------------------------------------- | -------------------------------------------------------------------------------------- | -------------------------------------------------------------------------------------- | -------------------------------------------------------------------------------------- |
| - Traťové parametry: 10,2 km, 21 kontrol, 465 m převýšení. - Mapa: Sopot 1:15 000 E= 5m | - Traťové parametry: 10,2 km, 21 kontrol, 465 m převýšení. - Mapa: Sopot 1:15 000 E= 5m | - Traťové parametry: 10,2 km, 21 kontrol, 465 m převýšení. - Mapa: Sopot 1:15 000 E= 5m | - Traťové parametry: 10,2 km, 21 kontrol, 465 m převýšení. - Mapa: Sopot 1:15 000 E= 5m | - Traťové parametry: 10,2 km, 21 kontrol, 465 m převýšení. - Mapa: Sopot 1:15 000 E= 5m | - Traťové parametry: 7,3 km, 14 kontrol, 245 m převýšení. - Mapa: Sopot 1:15 000 E= 5m | - Traťové parametry: 7,3 km, 14 kontrol, 245 m převýšení. - Mapa: Sopot 1:15 000 E= 5m | - Traťové parametry: 7,3 km, 14 kontrol, 245 m převýšení. - Mapa: Sopot 1:15 000 E= 5m | - Traťové parametry: 7,3 km, 14 kontrol, 245 m převýšení. - Mapa: Sopot 1:15 000 E= 5m | - Traťové parametry: 7,3 km, 14 kontrol, 245 m převýšení. - Mapa: Sopot 1:15 000 E= 5m |
| Umístění                                                                                | Země                                                                                    | Jméno                                                                                   | Čas                                                                                     | Ztráta                                                                                  | Umístění                                                                               | Země                                                                                   | Jméno                                                                                  | Čas                                                                                    | Ztráta                                                                                 |
|                                                                                         | Polsko                                                                                  | Robert Banach                                                                           | 1:11:41                                                                                 |                                                                                         |                                                                                        | Dánsko                                                                                 | Christina Grøndahlová                                                                  | 0:54:24                                                                                |                                                                                        |
|                                                                                         | Polsko                                                                                  | Janusz Gliszczyński                                                                     | 1:12:57                                                                                 | + 0:01:16                                                                               |                                                                                        | Švédsko                                                                                | Pia Olssonová                                                                          | 0:55:53                                                                                | + 0:01:29                                                                              |
|                                                                                         | Finsko                                                                                  | Tommi Tölkkö                                                                            | 1:14:22                                                                                 | + 0:02:41                                                                               |                                                                                        | Polsko                                                                                 | Eva Kozlovská                                                                          | 0:56:49                                                                                | + 0:02:25                                                                              |
| 4                                                                                       | Austrálie                                                                               | Tom Quayle                                                                              | 1:17:40                                                                                 | + 0:05:59                                                                               | 4                                                                                      | Norsko                                                                                 | Synne Leaová                                                                           | 0:57:04                                                                                | + 0:02:40                                                                              |
| 5                                                                                       | Maďarsko                                                                                | Gabor Domonyik                                                                          | 1:17:49                                                                                 | + 0:06:08                                                                               | 5                                                                                      | Norsko                                                                                 | Ragnhild Myrvoldová                                                                    | 0:57:37                                                                                | + 0:03:13                                                                              |
| 6                                                                                       | Česko                                                                                   | Radek Novotný                                                                           | 1:18:05                                                                                 | + 0:06:24                                                                               | 6                                                                                      | Lotyšsko                                                                               | Zanda Abzaloneová                                                                      | 0:57:42                                                                                | + 0:03:18                                                                              |

## Štafetový závod

### Výsledky štafetového závodu
| Muži                                                                                   | Muži                                                                                   | Muži                                                                                   | Muži                                                                                   | Muži                                                                                   | Ženy                                                                           | Ženy                                                                           | Ženy                                                                           | Ženy                                                                           | Ženy                                                                           |
| -------------------------------------------------------------------------------------- | -------------------------------------------------------------------------------------- | -------------------------------------------------------------------------------------- | -------------------------------------------------------------------------------------- | -------------------------------------------------------------------------------------- | ------------------------------------------------------------------------------ | ------------------------------------------------------------------------------ | ------------------------------------------------------------------------------ | ------------------------------------------------------------------------------ | ------------------------------------------------------------------------------ |
| - Traťové parametry : ? km, ? kontrol, ? m převýšení - Mapa: Bernardowo 1:10 000 E= 5m | - Traťové parametry : ? km, ? kontrol, ? m převýšení - Mapa: Bernardowo 1:10 000 E= 5m | - Traťové parametry : ? km, ? kontrol, ? m převýšení - Mapa: Bernardowo 1:10 000 E= 5m | - Traťové parametry : ? km, ? kontrol, ? m převýšení - Mapa: Bernardowo 1:10 000 E= 5m | - Traťové parametry : ? km, ? kontrol, ? m převýšení - Mapa: Bernardowo 1:10 000 E= 5m | - Parametry : ? km, ? kontrol, ? m převýšení - Mapa: Bernardowo 1:10 000 E= 5m | - Parametry : ? km, ? kontrol, ? m převýšení - Mapa: Bernardowo 1:10 000 E= 5m | - Parametry : ? km, ? kontrol, ? m převýšení - Mapa: Bernardowo 1:10 000 E= 5m | - Parametry : ? km, ? kontrol, ? m převýšení - Mapa: Bernardowo 1:10 000 E= 5m | - Parametry : ? km, ? kontrol, ? m převýšení - Mapa: Bernardowo 1:10 000 E= 5m |
| Umístění                                                                               | Země                                                                                   | Jméno                                                                                  | Čas                                                                                    | Ztráta                                                                                 | Umístění                                                                       | Země                                                                           | Jméno                                                                          | Čas                                                                            | Ztráta                                                                         |
|                                                                                        | Rusko                                                                                  | Ivan Murašov Michail Mamlejev Valentin Novikov                                         | 2:36:57                                                                                |                                                                                        |                                                                                | Švédsko                                                                        | Pia Olssonová Kristina Kullová Annika Björková                                 | 2:05:03                                                                        |                                                                                |
|                                                                                        | Finsko                                                                                 | Jarkko Huovila Lasse Torpo Simo Martomaa                                               | 2:41:25                                                                                | + 0:04:28                                                                              |                                                                                | Finsko                                                                         | Satu Mäkitammiová Henna-Riikka Huhtaová Anu Heikkiläová                        | 2:05:49                                                                        | + 0:00:46                                                                      |
|                                                                                        | Maďarsko                                                                               | Tamás Kronvald Ferenc Lévai Gábor Domonyik                                             | 2:44:34                                                                                | + 0:07:37                                                                              |                                                                                | Polsko                                                                         | Malgorazata Stankiewiczová Aneta Jabłońska Eva Kozłovska                       | 2:06:45                                                                        | + 0:01:42                                                                      |
| 4                                                                                      | Polsko                                                                                 | Przemyslaw Domagala Janusz Gliszczynski Robert Banach                                  | 2:45:27                                                                                | + 0:08:30                                                                              | 4                                                                              | Norsko                                                                         | Elisabeth Holmboeová Ragnhild Myrvoldová Synne Leaová                          | 2:08:20                                                                        | + 0:03:17                                                                      |
| 5                                                                                      | Dánsko                                                                                 | Søren Olsen Mads Ingvardsen Troels Nielsen                                             | 2:46:24                                                                                | + 0:09:27                                                                              | 5                                                                              | Česko                                                                          | Kateřina Tichá Martina Horačková Kateřina Pracná                               | 2:09:38                                                                        | + 0:04:35                                                                      |
| 6                                                                                      | Švédsko                                                                                | Kalle Dalin Greger Berglund Johan Modig                                                | 2:47:51                                                                                | + 0:10:54                                                                              | 6                                                                              | Švýcarsko                                                                      | Barbara Schultnessová Sabine Gilgienová Brigitte Grünigerová                   | 2:13:07                                                                        | + 0:08:04                                                                      |

## Česká juniorská reprezentace na JMS
| Muži                       | Muži                       | Muži                       | Muži                       | Ženy                        | Ženy                        | Ženy                        | Ženy                        |
| -------------------------- | -------------------------- | -------------------------- | -------------------------- | --------------------------- | --------------------------- | --------------------------- | --------------------------- |
| - Umístění českých juniorů | - Umístění českých juniorů | - Umístění českých juniorů | - Umístění českých juniorů | - Umístění českých juniorek | - Umístění českých juniorek | - Umístění českých juniorek | - Umístění českých juniorek |
| Jméno                      | Middle                     | Long                       | Štafety                    | Jméno                       | Middle                      | Long                        | Štafety                     |
| Daniel Tománek             | MC22. místo                | 28. místo                  | x                          | Kateřina Tichá              | 25. místo                   | 12. místo                   | 5. místo                    |
| Václav Zakouřil            | 9. místo                   | 35. místo                  | 12. místo                  | Kateřina Pracná             | 17. místo                   | 9. místo                    | 5. místo                    |
| Miroslav Seidl             | 27. místo                  | 47. místo                  | x                          | Renata Havrdová             | 23. místo                   | 24. místo                   | x                           |
| Radek Novotný              | 8. místo                   | 6. místo                   | 12. místo                  | Marie Slováková             | WB32. místo                 | 45. místo                   | x                           |
| Tomáš Zakouřil             | 5. místo                   | 19. místo                  | 12. místo                  | Hana Rýglová                | WB27. Místo                 | 27. místo                   | x                           |
| Libor Netopil              | MB3. místo                 | 70. místo                  | x                          | Martina Horáčková           | WB22. místo                 | 15. místo                   | 5. místo                    |

## Medailová klasifikace podle zemí
| Medailová klasifikace podle zemí | Medailová klasifikace podle zemí | Medailová klasifikace podle zemí | Medailová klasifikace podle zemí | Medailová klasifikace podle zemí | Medailová klasifikace podle zemí |
| Umístění                         | Země                             | Zlato                            | Stříbro                          | Bronz                            | Součet                           |
| -------------------------------- | -------------------------------- | -------------------------------- | -------------------------------- | -------------------------------- | -------------------------------- |
| 1.                               | Švédsko                          | 2                                | 2                                | -                                | 4                                |
| 2.                               | Polsko                           | 1                                | 1                                | 2                                | 4                                |
| 3.                               | Norsko                           | 1                                | 1                                | -                                | 2                                |
| 4.                               | Dánsko                           | 1                                | -                                | -                                | 1                                |
| 4.                               | Rusko                            | 1                                | -                                | -                                | 1                                |
| 6.                               | Finsko                           | -                                | 2                                | 3                                | 5                                |
| 7.                               | Maďarsko                         | -                                | -                                | 1                                | 1                                |